# Euroborg
O Hitachi Capital Mobility Stadion, ou Hitachi Stadion, é o estádio do clube de futebol FC Groningen, com capacidade para 22.329 assentos e localizado ao sudeste de Groningen . O local do estádio contém um cassino, cinema, escola, supermercado e uma academia.
O estádio teve várias mudanças de nome; na abertura em 2006, o estádio foi chamado de Euroborg, mas em 2016 o nome foi alterado para estádio NoordLease. Devido a uma fusão de empresas, o nome foi alterado para Hitachi Capital Mobility Stadion em 2018.
É fácil chegar ao Euroborg de transporte público, já que ele está ao lado da Groningen Europapark, estação ferroviária localizada a 200 metros do estádio, é servida a cada hora por vários trens (saindo e indo para Groningen Central) e ônibus.